# (36105) 1999 RF118
1999 RF118 (asteroide 36105) é um asteroide da cintura principal. Possui uma excentricidade de 0.12804920 e uma inclinação de 13.59862º.
Este asteroide foi descoberto no dia 9 de setembro de 1999 por LINEAR em Socorro.